# Setcases
Setcases è un comune spagnolo di 178 abitanti situato nella comunità autonoma della Catalogna.